# Le Départ de Myna
Pour plus de détails, voir Fiche technique et Distribution.
Le Départ de Myna (en espagnol Myna se va) est un film espagnol dirigé par Sonia Escolano et Sadrac González. Il s'agit d'un film naturaliste, indépendant, joué par des acteurs inconnus.
Avec un budget de seulement 4 500 €, ce film a reçu des prix dans de nombreux festivals internationaux de cinéma, dont l'Austin Film Festival, un des 10 festivals américains les plus importants.
Une particularité de ce film est un plan séquence de 33 minutes, le plus long de l'histoire du cinéma espagnol. Selon les réalisateurs, les acteurs ont eu besoin d'aide psychologique durant le tournage à cause de la dureté des scènes à jouer.
Maria del Barrio est la jeune comédienne de 19 ans qui a été choisie pour jouer le rôle de Myna. Sa performance a été louée et récompensée par des prix dans plusieurs festivals internationaux de cinéma, parmi lesquels l'Austin Film Festival et le Naperville Independent Film Festival.
En 2011, le film est projeté dans de nombreuses villes américaines : Minneapolis, Los Angeles, St-Louis, Phoenix, Houston, San Francisco, Dallas, Seattle, Miami, Denver, New York, Palm Beach.

## Distribution
- María del Barrio : Myna
- David Lopez-Serrano Paez : le docteur
- Diana Facen : Anne, la maman de Pablo
- Chema Rolland : George, le papa de Pablo
- Alvaro Pascual : le vétérinaire
- Francisco Sala : Pablo
- Marina Oria : la femme de Charles

## Récompenses
| Film Festival                                                 | Categorie                         | Résultat                      |
| ------------------------------------------------------------- | --------------------------------- | ----------------------------- |
| London Spanish Film Festival                                  |                                   | Sélection officielle          |
| Rencontres des cinémas d'Europe, France                       |                                   | Sélection officielle          |
| Austin Film Festival                                          |                                   | Prix spécial d'interprétation |
| The Indie Fest                                                | Meilleur film                     | Vainqueur                     |
| Athens Fest                                                   |                                   | Sélection officielle          |
| Indie Fest USA                                                |                                   | Sélection officielle          |
| The Bronx Independent Film Festival, NY                       |                                   | Sélection officielle          |
| The Indie Gathering                                           | Meilleur film latin               | Vainqueur                     |
| Atlanta Underground Film Fest                                 | Meilleur film en langue étrangère | Vainqueur                     |
| Sydney Underground Film festival, Australia                   |                                   | Sélection officielle          |
| Naperville International Film Festival, Illinois              |                                   | Sélection officielle          |
| Naperville International Film Festival, Illinois              | Meilleure actrice                 | Vainqueur                     |
| Zaragoza Film Festival                                        | Meilleure actrice                 | Special Mention               |
| Nueva York Independent Film and Video Festival                |                                   | Sélection officielle          |
| Valencia Film Festival, Tirant Avant                          | Meilleur film                     | Nomination                    |
| Valencia Film Festival, Tirant Avant                          | Meilleur scénario                 | Nomination                    |
| Semaine internationale du cinéma et de l'Immigration à Bilbao |                                   | Fermeture du film             |
| Macon International Film Festival, Georgia                    | Meilleur film                     | Vainqueur                     |
| Cinematek Film Festival                                       |                                   | Sélection officielle          |
| Films de Femmes, Creteil, France                              | Meilleur film                     | Sélection officielle          |
| Atlantida Film Fest                                           |                                   | Sélection officielle          |